# Appelmoes
Appelmoes of appelspijs is een bijgerecht of nagerecht op basis van appels. Traditioneel wordt voor appelmoes de goudreinette gebruikt, maar andere appelsoorten zijn ook bruikbaar. Goudreinetten zijn zuur, stevig en hebben een wat harde en droge schil. Ze zijn daarom niet zo populair als handappel maar des te geschikter om mee te koken.

## Bereiding
Appelmoes wordt bereid door appels met kristalsuiker in weinig water in 10 tot 20 minuten volledig gaar te koken. Vervolgens wordt dit brouwsel door een passeerzeef geperst, of fijn gemalen. Van appelcompote wordt gesproken, wanneer de appels grof zijn gemalen.
Appels kunnen geschild of ongeschild worden gekookt. Na het koken zijn de schillen eenvoudig te verwijderen, of blijven achter in de zeef. Ook kunnen de schillen worden mee gemalen. Citroensap kan worden toegevoegd om het bruin worden van de appels tegen te gaan. Citroensap en kristalsuiker kunnen worden vervangen door geleisuiker. Kristalsuiker kan vervangen worden door bruine basterdsuiker of honing. Zoetstof kan worden gebruikt om een suikervrije appelmoes te maken, alhoewel het eindproduct dan wel minder stevig zal zijn. Kaneel en vanille zijn populaire toevoegingen. Ook bestaan er mengsels van appelmoes met een andere vruchtenmoes, zoals appel-perenmoes.

## Traditionele combinaties

### België
- Beuling met appelmoes
- Kip, frieten en appelmoes
- Worst, aardappelen (patatten) en appelmoes

### Nederland
- Kip, patat en appelmoes
- Rodekool met appelmoes